# Église Saint-Sauveur de Beaumont-en-Auge
L'église Saint-Sauveur de Beaumont-en-Auge est un édifice catholique, d'un ancien prieuré bénédictin devenu école militaire, fondée au XIe siècle, qui se dresse sur le territoire de la commune française de Beaumont-en-Auge, dans le département du Calvados, en région Normandie.
L'ancienne abbaye est partiellement inscrite au titre des monuments historiques.

## Localisation
L'église est située dans le bourg de Beaumont-en-Auge, dans le département français du Calvados.

## Historique
Le prieuré de Beaumont-en-Auge, Belli Monti, du diocèse de Lisieux relevait de l'abbaye bénédictine de Saint-Ouen de Rouen.

### Fondation
Le prieuré est fondé par une charte de 1050 à 1060 de Robert Bertrand le Torz († 1082), seigneur de Roncheville, de Bricquebec où sont mentionnés dame Suzanne sa femme, le duc de Normandie Guillaume le Conquérant et son épouse la duchesse Mathilde.
Bertran donne dans la paroisse de Beaumont, la terre pour une charrue, une foire aux fêtes de Notre-Dame, deux fermiers dans Clerbec, une fosse à poisson à Touques, 4 acres de pré à Saint-Clou, la chapelle de Saint-Nicolas du bourg et tout ce qu'il possède au village de Saint-Georges, l'église de Saint-Étienne de Honfleur, l'église de Notre-Dame de Maigneville, l'église Saint-Pierre et tout ce qu'il a à Sortainville, l'église Notre-Dame de Briquebec, la dîme et une terre à Fontenest avec l'église, les dîmes de toutes ses forêts, ses foires et marchés, de tous ses moulins et ses salines, le fief de Turstin à Barneville et 40 acres de terre avec deux fermes, la dîme de ses écuries, la dîme de Tourtville et deux fiefs nobles.

### Le développement

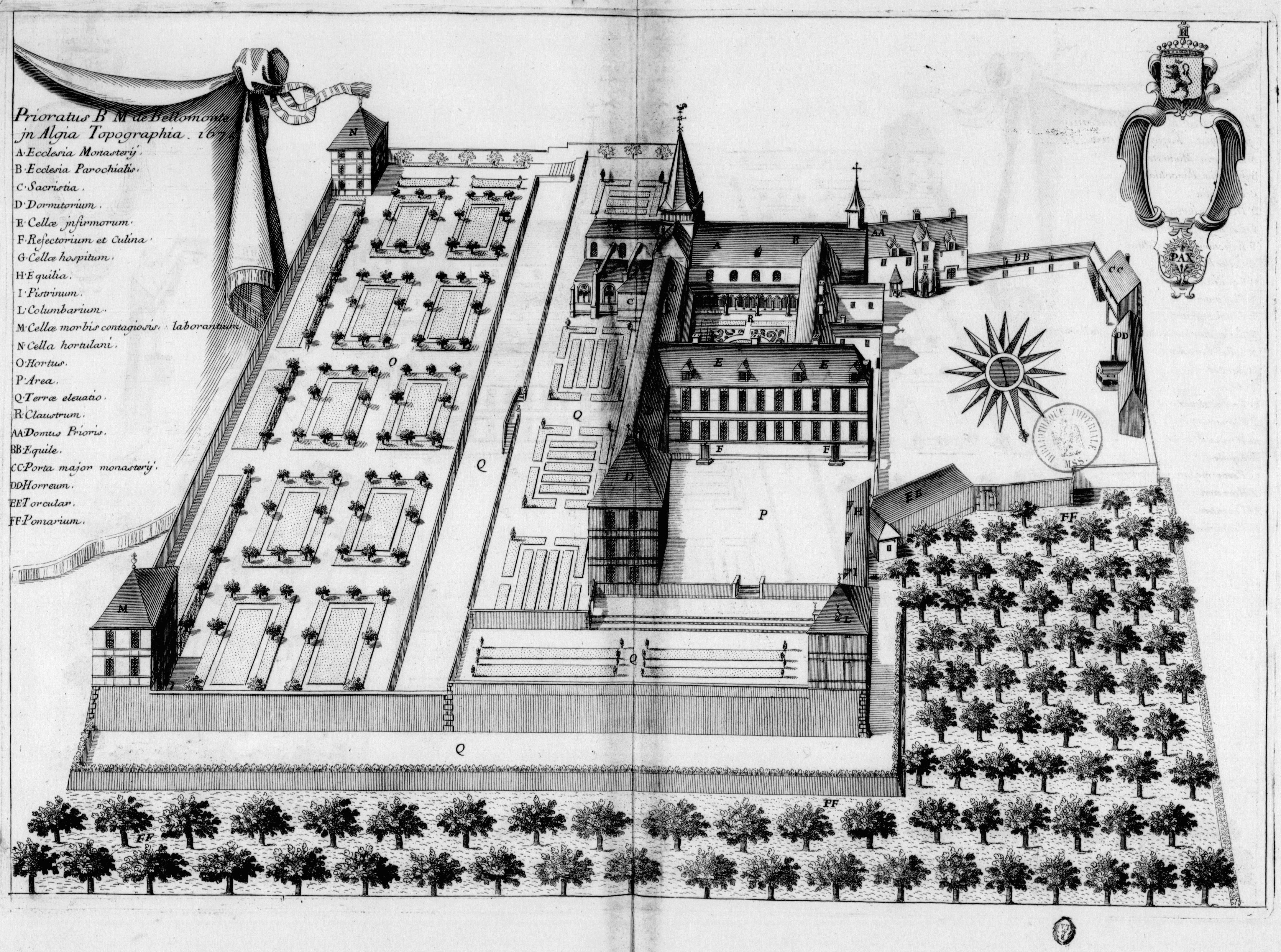
Le prieuré au XVIIe siècle.

En 1221 et 1225, nouvelles donations de Robert Bertran VI et d'un autre Robert Bertran et Jeanne de Thouars sa femme. En 1268, lors de sa visite, Eudes Rigaud, archevêque de Rouen y trouve douze religieux. En 1264, donations de Robert VI ou Robert VII Bertran. Ces dons sont confirmés par Philippe de Valois en 1328.
Le monastère est construit par le prieur dom Nicole de Godarville, deux prieurs de Beaumont deviennent abbés de Saint-Ouen de Rouen : dom Thomas Bruyère et dom Jean Marc-d'Argent.
Vers 1466, le cardinal Guillaume d'Estouteville jouit quelque temps du prieuré puis le donne à son frère, mais les religieux élisent dom Anselme Dumay qui dispute et emporte le prieuré.
Le 16 août 1612, la moitié du clocher et un côté droit de la nef s'écroulent faute de réparation par les commendataires dont Olivier Mallet qui a laissé l'église tomber en ruine. Il restaure seulement une petite chapelle, mais il est contraint de rebâtir. La mise en commende qui fait perdre ses privilèges aux religieux entraîne désaffection et relâchement. En 1666, le prieuré adhère à la congrégation de Saint-Maur. Le 2 juin 1689, un incendie ruine toutes les maisons du bourg sauf l'église.

### L'école militaire

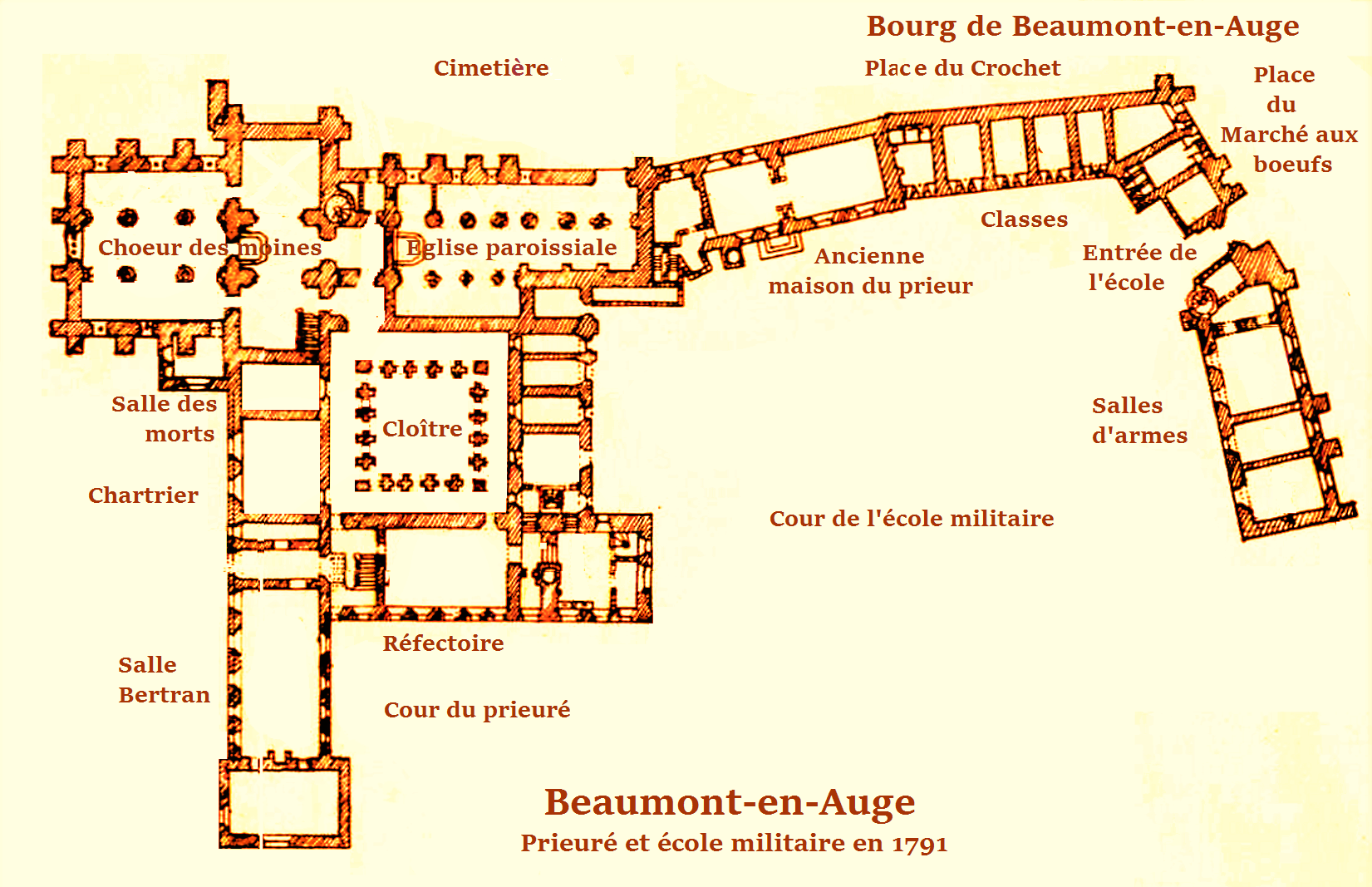
Plan du prieuré et de l'école militaire en 1791.

En 1731, à la mort de Mgr Le Bouthillier devenu évêque de Sens, le duc d'Orléans réunit la mense prieurale à la mense conventuelle et affecte le revenu à la dotation d'un collège qu'il veut créer. Dom Jacques Veytard, bénédictin de la congrégation de Saint-Maur, sous-prieur de l'abbaye Saint-Ouen de Rouen devient supérieur du collège de Beaumont.
Dans l'acte d'érection du collège le 15 septembre 1741, la congrégation de Saint-Maur s'engage à recevoir six gentilshommes choisis par le duc, de l'âge de 7 à 17 ans.
En 1776, le collège de Beaumont devient une école royale militaire et reçoit des élèves internes et externes, entretenus ou non. Le marquis Pierre-Simon de Laplace, né à Beaumont, y est élève et professeur. En 1782, l'école a 216 pensionnaires externes et internes.
En 1791, le dernier prieur de Beaumont rend compte à l'administration du district, les religieux sont remplacés par des laïcs mais ils ne restent que dix-huit mois.

## Description
L'église a perdu une partie de sa nef et il n'en reste plus qu'une travée. La tour au centre du transept est couverte d'une pyramide en ardoise et montre des fenêtres en plein cintre en parties murées.
En 1612, une partie de la nef s'écroule, deux des quatre piliers paraissent refaits au XVe siècle, les voutes du transept, de fin XVe ou XVIe siècle. Le transept offre à chacune de ses extrémités une fenêtre flamboyante de grande dimension, ses murs sont en partie du XIIIe siècle, le chœur est du XIIIe siècle et se compose de trois travées avec au-dessus des grandes arches, un triforium. Sur le chevet droit s'ouvre une énorme fenêtre à cinq baies probablement du XVIIe siècle. La nef en partie démolie servait d'église paroissiale sous l'invocation de Saint Sauveur. À l'extérieur du transept nord se trouve une arcature trilobée du XIIIe siècle.

## Protection
L'église est inscrite au titre des monuments historiques par arrêté du 31 octobre 1975.

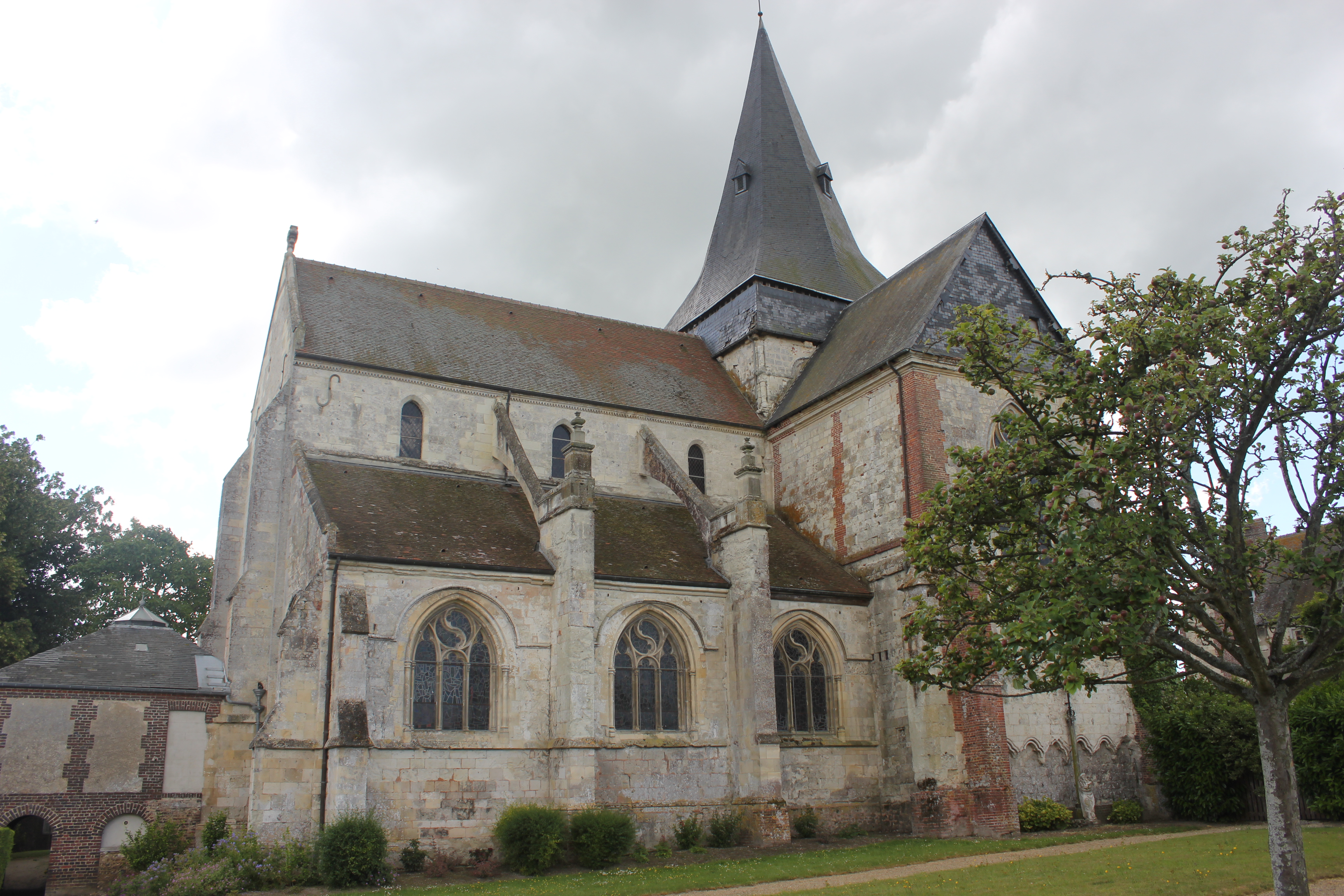
La façade sud.
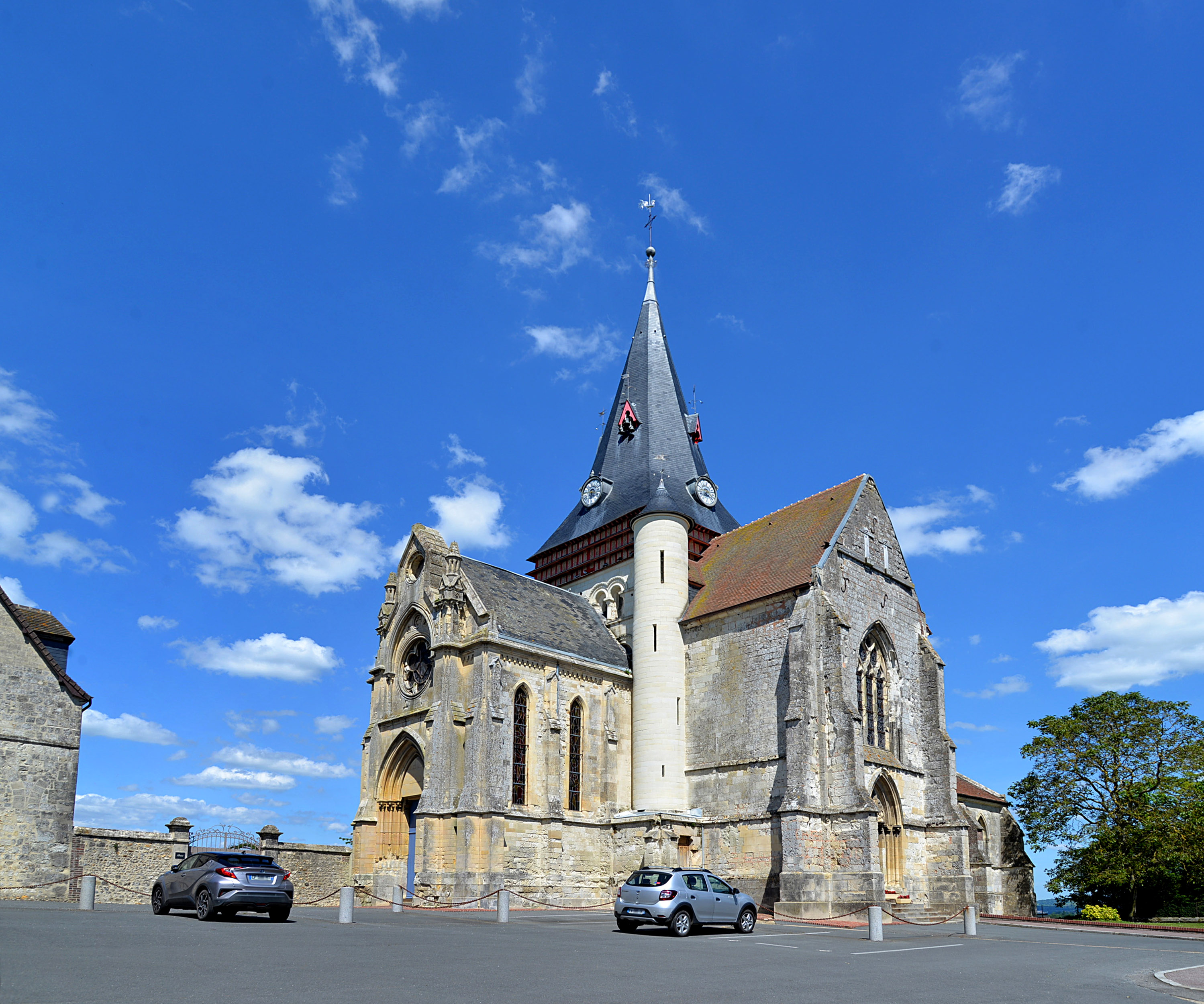
L’église Saint-Sauveur.
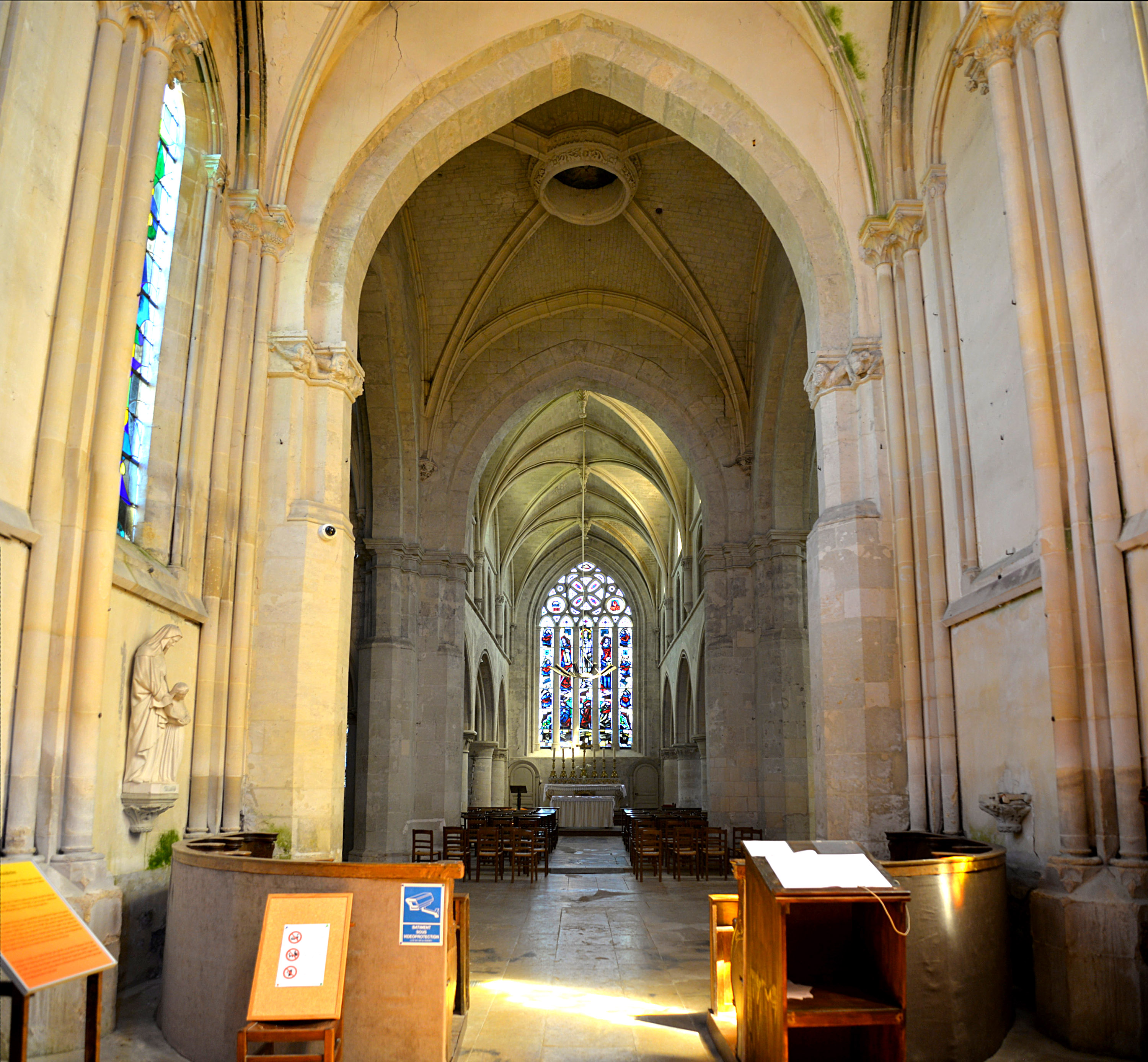
La nef de l’église Saint-Sauveur.
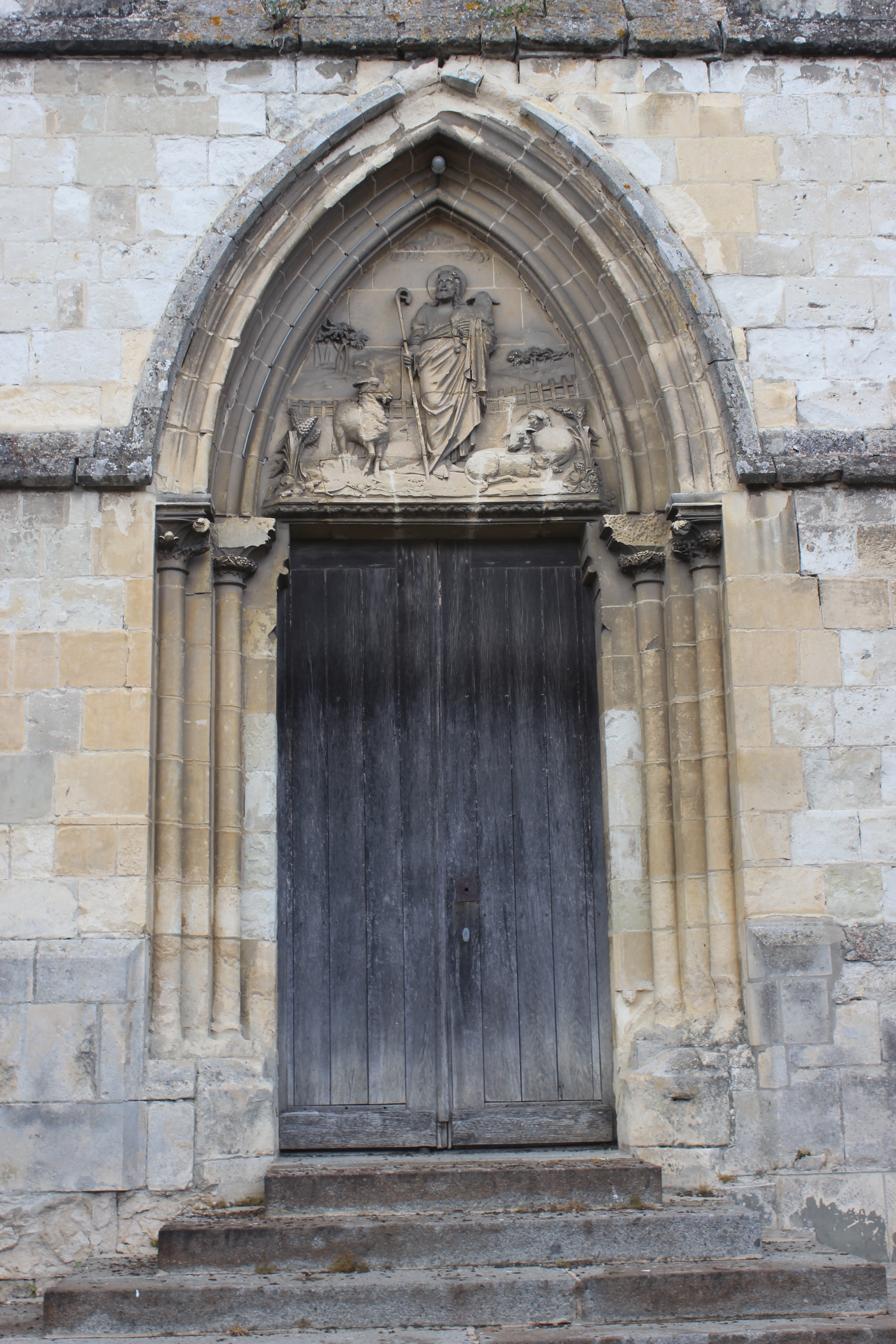
La porte du transept nord.
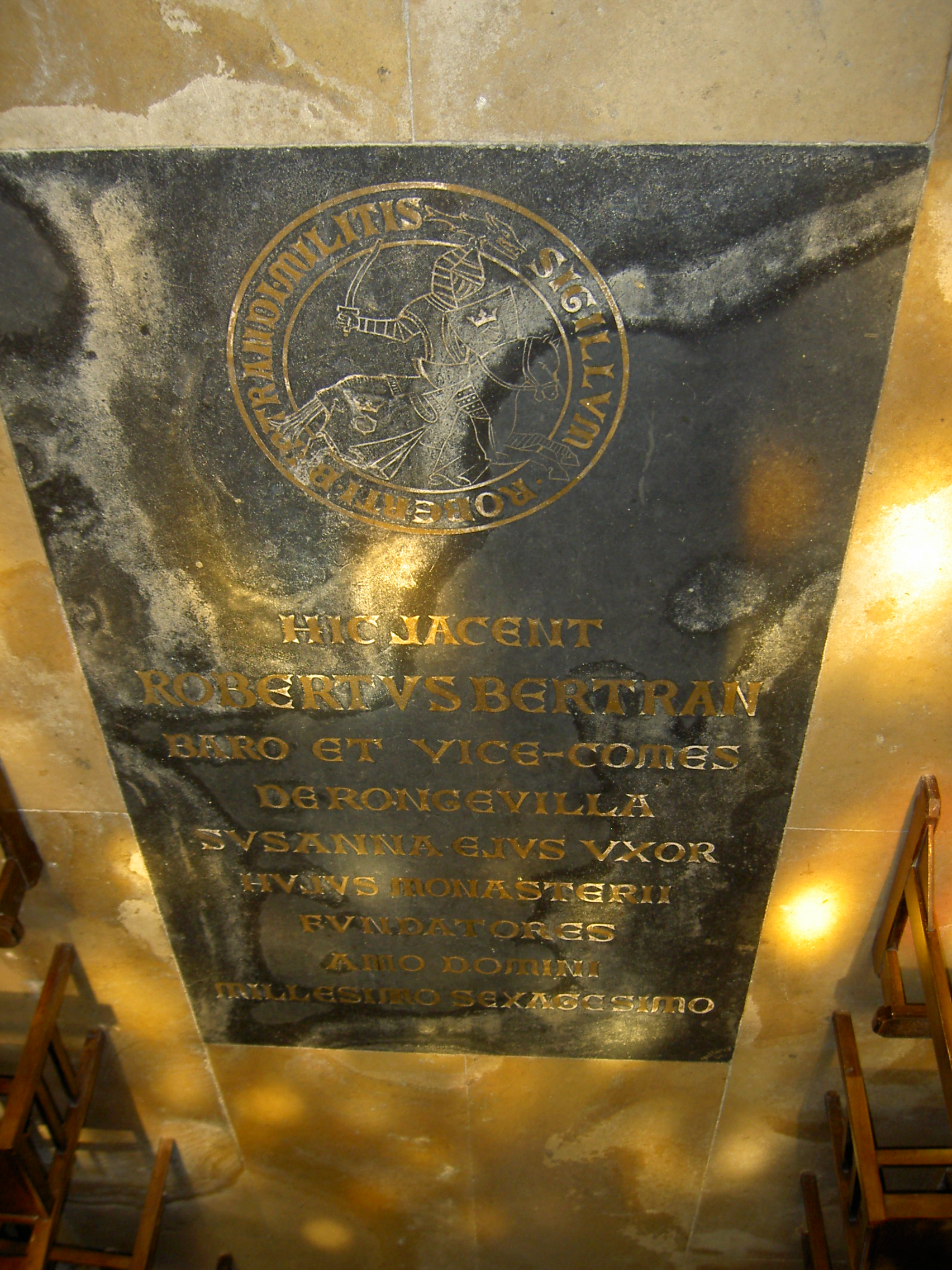
La pierre tombale de Robert Bertran.
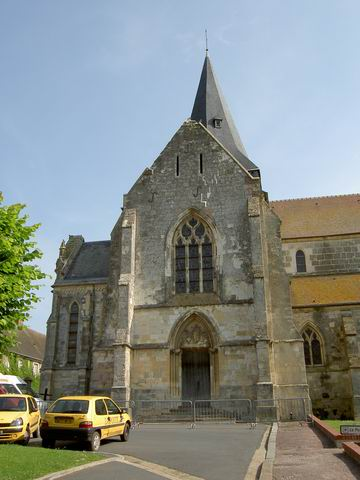
La façade ouest.
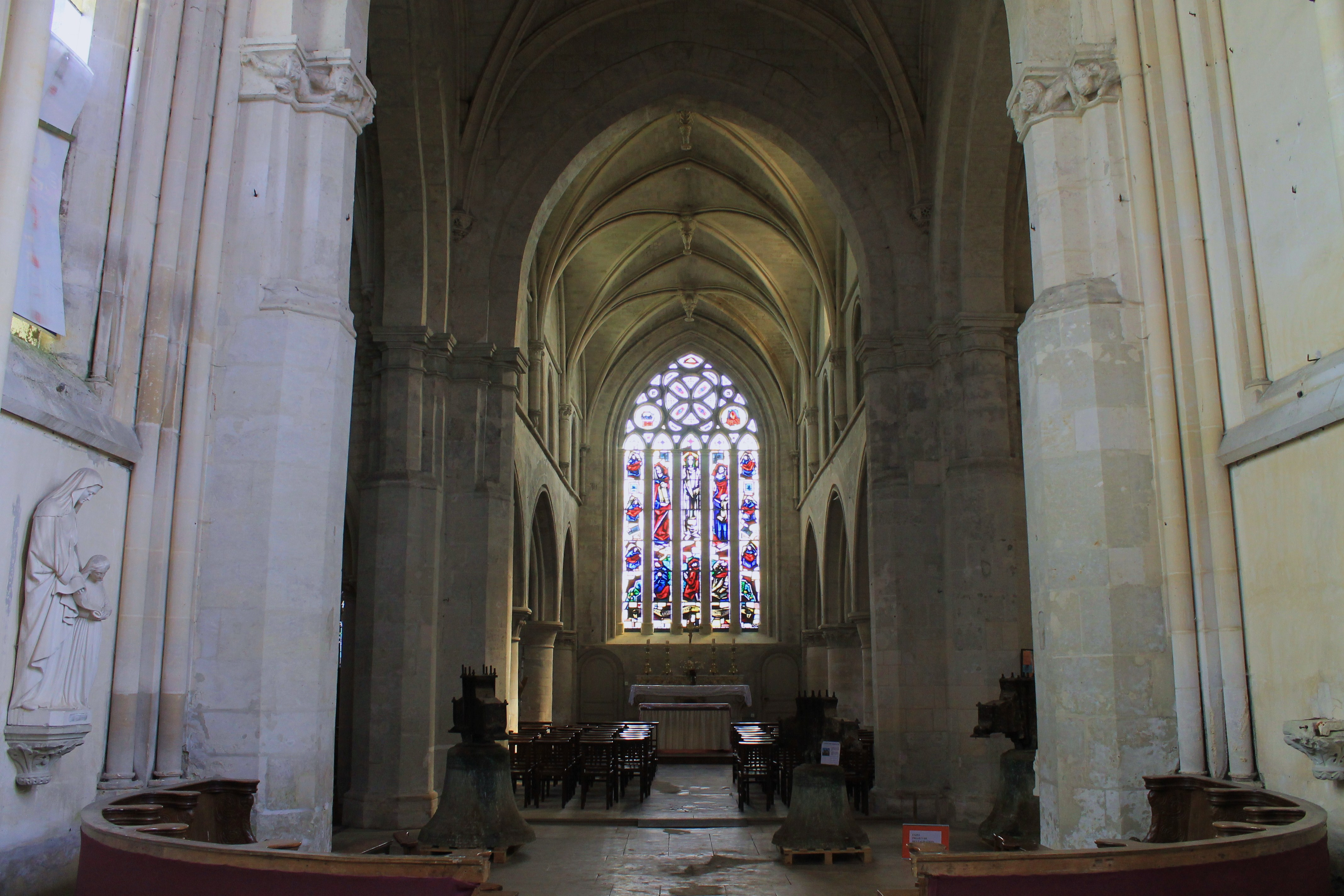
Le chœur des moines devenu église paroissiale.
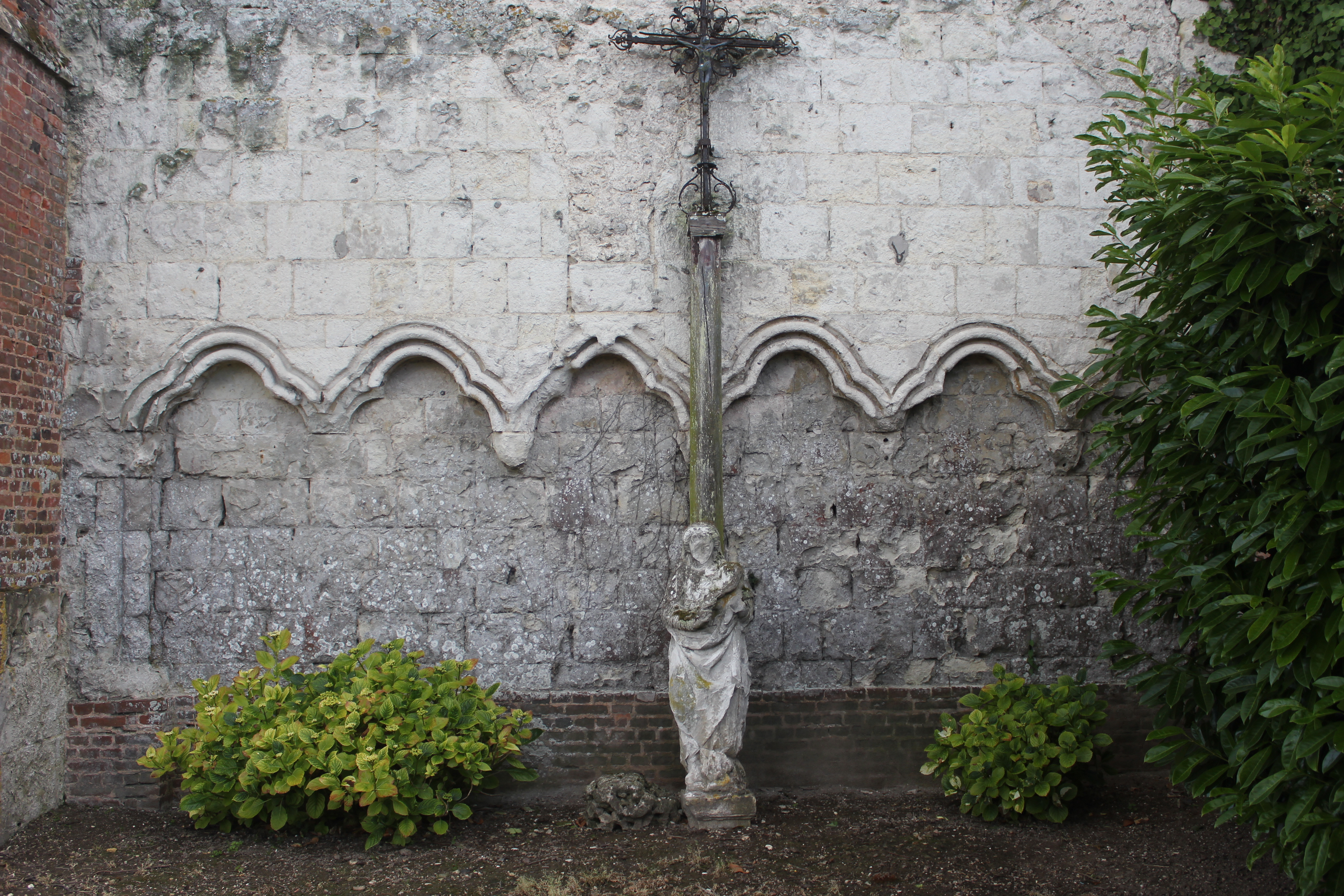
Arcature trilobée du XIIIe siècle.